# 以琳 (阿拉斯加州)
以琳（英語：Elim），是美国阿拉斯加州的一座城市。该市的人口在2000年为313人，2010年有330人。人口在阿拉斯加州排行第82。